# Terminator (franquia)
Terminator (Exterminador do Futuro, no Brasil, e Exterminador Implacável, em Portugal e nos PALOP) é o título de uma franquia de ficção científica criada em 1984 por James Cameron com o filme The Terminator. Desde então, o filme teve 6 sequências no cinema, a série de televisão Terminator: The Sarah Connor Chronicles, e vários livros, video games e arte sequencial. Terminator é centrada na guerra entre a inteligência artificial Skynet e a resistência humana liderada por John Connor, em que a Skynet faz uso de ciborgues similares a humanos conhecidos por Exterminadores.

## Cinema
Todos os filmes da série narram a guerra ideológica e bélica entre os robôs da central de inteligência artificial, Skynet, e a Resistência humana liderada por John Connor, o principal personagem da série. Nos três primeiros filmes o Exterminador foi interpretado por Arnold Schwarzenegger, conhecido como um dos atores mais bem pagos de Hollywood.

### The Terminator
Foi lançado em 1984 pela Orion Pictures, sob a direção de James Cameron e estrelou Arnold Schwarzenegger, Linda Hamilton e Michael Biehn. Neste filme, a inteligência artificial maligna Skynet, manda de volta para 1984 um Exterminador (Schwarzenegger) para matar Sarah Connor (Hamilton), mãe do futuro líder da resistência contra as máquinas John Connor. Em contrapartida, a Resistência envia de volta na década de 1980 um soldado de John, Kyle Reese (Biehn), para proteger Sarah.

### Judgement Day
Foi lançado como sequência de The Terminator em 1991 pela TriStar Pictures. Foi também dirigido por James Cameron e estrelou Schwarzenegger, Linda Hamilton, Edward Furlong e Robert Patrick. Neste filme, a Skynet manda outro Exterminador, o modelo experimental T-1000 (Patrick), para tentar matar John Connor quando este tem dez anos. Porém a resistência manda um T-800 reprogramado, parecido com o que tentou matar Sarah Connor, para proteger John. Eventualmente John e Sarah decidem impedir a Skynet de ser criada para evitar a rebelião dos robôs..

### Rise of the Machines
Foi lançado em 2003 pela Warner Bros. nos EUA e pela Columbia Pictures internacionalmente, e, desta vez, dirigido por Jonathan Mostow e estrelando Arnold Schwarzenegger como T-850, Nick Stahl como John Connor, Claire Danes, e Kristanna Loken. 
Mesmo tendo em tese prevenido a guerra com as máquinas, John Connor vive nas sombras, com medo do futuro. Eventualmente ele descobre que a criação da Skynet é inevitável quando chegam do futuro dois Exterminadores, a desenvolvida T-X (Loken) visando matar os futuros tenentes da Resistência, e um T-850 para proteger John e e sua futura esposa Kate Brewster (Danes).

### Salvation
Salvation é o quarto filme da série, lançado pela Warner e a Columbia em 21 de maio de 2009. Dirigido por McG, contou com Christian Bale como John Connor, Anton Yelchin como Kyle Reese, e Sam Worthington como Marcus Wright, um ciborgue resultado de experiências com humanos feitas pela Skynet. Foi o único filme da série sem Schwarzenegger, à época Governador da Califórnia, embora suas feições tenham sido replicadas por computação gráfica em um dos exterminadores.
Após a Skynet destruir grande parte da humanidade em um holocausto nuclear, John Connor luta contra as máquinas enquanto entra em conflito com a liderança da resistência. No meio-tempo, a SkyNet caça seu futuro pai Kyle Reese, que conheceu um misterioso viajante chamado Marcus Wright (Sam Worthington).

### Genisys
Genisys é o quinto filme  da série, distribuído pela Paramount Pictures e lançado em julho de 2015. Foi dirigido por Alan Taylor, contando com o retorno de Schwarzenegger, mais  Emilia Clarke como Sarah Connor, Jai Courtney como Kyle Reese, e Jason Clarke como John Connor.
A história volta ao ponto de partida de The Terminator, com John Connor enviando Kyle Reese ao passado. Porém a Skynet ataca John e dá início a uma nova cronologia: quando Kyle chega em 1984, Sarah é uma guerreira criada desde a infância por um Exterminador (Schwarzenegger), que agora quer prevenir a Skynet de existir.

### Dark Fate
Dark Fate é o sexto filme da série, distribuído pela Paramount Pictures e lançado em novembro de 2019. Foi dirigido por Tim Miller, desta vez contando com o retorno de Linda Hamilton como Sarah Connor, e ainda Arnold Schwarzenegger (T-800), Natalia Reyes (Dani), Mackenzie Davis (Grace) e Gabriel Luna (Rev-9).
A história mostra uma linha do tempo alternativa, originada após os eventos de Terminator 2, onde a Skynet nunca foi criada. Porém uma nova ameaça surge: a inteligência artificial conhecida como Legião, que envia ao passado um novo tipo de Exterminador para matar a futura líder da Resistência deste futuro alternativo, Dani Ramos.
| Filme        | Data de lançamento     | Diretor(es)           | Roteiristas(s)                                     | História(s)                                                              | Produtor(es)                                                                  |
| ------------ | ---------------------- | --------------------- | -------------------------------------------------- | ------------------------------------------------------------------------ | ----------------------------------------------------------------------------- |
| Terminator   | 26 de outubro de 1984  | James Cameron         | James Cameron, Gale Anne Hurd e William Wisher Jr. | James Cameron, Gale Anne Hurd e William Wisher Jr.                       | Gale Anne Hurd                                                                |
| Terminator 2 | 03 de julho de 1991    | James Cameron         | James Cameron e William Wisher Jr.                 | James Cameron e William Wisher Jr.                                       | James Cameron                                                                 |
| Terminator 3 | 02 de julho de 2003    | Jonathan Mostow       | John Brancato e Michael Ferris                     | John Brancato e Michael Ferris                                           | Colin Wilson, Mario Kassar, Hal Lieberman, Andrew G. Vajna e Joel B. Michaels |
| Terminator 4 | 21 de maio de 2009     | Joseph McGinty Nichol | John Brancato e Michael Ferris                     | John Brancato e Michael Ferris                                           | Moritz Borman, Derek Anderson, Victor Kubicek e Jeffrey Silver                |
| Terminator 5 | 01 de julho de 2015    | Alan Taylor           | Patrick Lussier e Laeta Kalogridis                 | Patrick Lussier e Laeta Kalogridis                                       | Dana Goldberg e David Ellison                                                 |
| Terminator 6 | 01 de novembro de 2019 | Tim Miller            | Billy Ray, David Goyer e Justin Rhodes             | David Goyer, Josh Friedman, James Cameron, Justin Rhodes e Charles Eglee | David Ellison e James Cameron                                                 |

## Elenco
| Personagem                                 | Filme            | Filme                                                        | Filme            | Filme                | Filme                       |
| Personagem                                 | Terminator       | Terminator 2                                                 | Terminator 3     | Terminator 4         | Terminator 5                |
| Personagem                                 | 1984             | 1991                                                         | 2003             | 2009                 | 2015                        |
| ------------------------------------------ | ---------------- | ------------------------------------------------------------ | ---------------- | -------------------- | --------------------------- |
| John Connor                                |                  | Edward Furlong Michael Edwards                               | Nick Stahl       | Christian Bale       | Jason Clarke                |
| Sarah Connor                               | Linda Hamilton   | Linda Hamilton                                               |                  | Linda Hamilton       | Emilia Clarke Willa Taylor  |
| Kyle Reese                                 | Michael Biehn    | Michael Biehn                                                |                  | Anton Yelchin        | Jai Courtney Bryant Prince  |
| Skynet / Genisys / Alex / Dr. Serena Kogan |                  |                                                              |                  | Helena Bonham Carter | Matt Smith                  |
| T-1000                                     |                  | Robert Patrick Leslie Hamilton Dan Stanton Jenette Goldstein |                  |                      | Lee Byung-hun               |
| Dr. Peter Silberman                        | Earl Boen        | Earl Boen                                                    | Earl Boen        |                      |                             |
| Miles Dyson                                |                  | Joe Morton                                                   |                  |                      | Courtney B. Vance           |
| Daniel Dyson                               |                  | DeVaughn Nixon                                               |                  |                      | Dayo Okeniyi                |
| Detetive O'Brien                           | Ator não nomeado |                                                              |                  |                      | J. K. Simmons Wayne Bastrup |
| Katherine Connor                           |                  |                                                              | Claire Danes     | Bryce Dallas Howard  |                             |
| Tarissa Dyson                              |                  | S. Epatha Merkerson                                          |                  |                      |                             |
| Dr. Carnaham                               |                  |                                                              | Michael Papajohn | Michael Papajohn     |                             |
| Tenente Ed Traxler                         | Paul Winfield    |                                                              |                  |                      |                             |
| Sargento Hal Vukovich                      | Lance Henriksen  |                                                              |                  |                      |                             |
| T-X                                        |                  |                                                              | Kristanna Loken  |                      |                             |
| Tenente-general Robert Brewster            |                  |                                                              | David Andrews    |                      |                             |
| Scott Mason                                |                  |                                                              | Mark Famiglietti |                      |                             |
| Marcus Wright                              |                  |                                                              |                  | Sam Worthington      |                             |
| Blair Williams                             |                  |                                                              |                  | Moon Bloodgood       |                             |

## Televisão

### Terminator: The Sarah Connor Chronicles
Acreditando terem evitado a criação da Skynet em Judgement Day, Sarah e John Connor tentam levar uma vida normal de forma anônima, até serem encontrados por um exterminador que volta misteriosamente no tempo para matar John. Neste momento, surge Cameron, uma exterminadora enviada ao passado pelo futuro John, para proteger a si próprio e sua mãe. Sarah e John descobrem então que o Dia do Julgamento não foi detido mas apenas adiado. Assim, o trio decide avançar no tempo até o ano de 2007, para tentar entender - e parar - o processo de criação da Skynet, que eles acreditavam ter revertido.